# Veia cerebelar
A veia cerebelar é uma veia da cabeça.